# Heinrich I. von Sax
Heinrich I. von Sax (* um 1180; † nach 31. März 1247 in Mesocco) war ein Freiherr und Graf.

## Leben
Heinrich war Sohn des Albrecht, auf den sich die Freiherrenfamilie zurückführen lässt und Bruder des Ulrich von Sax. Mit Heinrich und seinem Bruder, der Abt des Klosters Sankt Gallen, die sich vor allem um die Förderung der Familieninteressen bemühten, erreichte das Geschlecht einen Höhepunkt in der Region der heutigen Ost- und Südschweiz. In der Fehde zwischen Graf Hugo I. von Montfort und Heinrich um die Territorien der künftigen Herrschaft Sax. (1206–1207) erhielt Heinrich 1208 kurzzeitig einen grossen Teil der kirchlichen Vogtei über die Abtei St. Gallen und 1209 die Vogtei über die Abtei Pfäfers. Er blieb Landvogt der St. Galler Territorien um Appenzell.
Zusammen mit seinem Bruder unterstützte er König Friedrich II. von 1212 bis 1220. Er war der erste bezeugte Klostervogt der Abtei Disentis (wahrscheinlich aus dem Jahr 1213), mit dem die Familie ihren Einflussbereich vom Misox auf das Bleniotal und die Valle Leventina ausdehnte. Im Jahr 1219 gründete er in Misox ein Stiftskapitel und organisierte die kirchlichen Verhältnisse vor Ort neu.